# マテモ島
マテモ島（ポルトガル語: Matemo）はモザンビーク・キリンバス諸島を構成する島のひとつ。イボ島の北西に位置し、自然が多く残されている。モザンビーク北部のカボ・デルガード州に属し、同州の州都・ペンバから約100km離れている。面積は約24km2であり、ヤシの木立と砂浜を持つ。この島には2つの村があり、一つは旧来の住民の住む村で、もう一方はラニ・リゾーツグループ傘下のマテモ・アイランド・リゾートを中心とした村である。